# Gròschastanh
Gròs Chastanh (en francès Gros-Chastang) és un municipi francès situat al departament de la Corresa i a la regió de la Nova Aquitània.

## Demografia
| 1962                                       | 1968 | 1975 | 1982 | 1990 | 1999 | 2007 |
| ------------------------------------------ | ---- | ---- | ---- | ---- | ---- | ---- |
| 150                                        | 210  | 193  | 166  | 177  | 176  | 172  |
| Des de 1962: població sense dobles comptes |      |      |      |      |      |      |

## Administració
| Període   | Identitat            | Partit |
| --------- | -------------------- | ------ |
| 1989-2008 | Henri Lachaud        | PCF    |
| 2008-     | Christian Malderieux |        |